# アラステア・ウィンザー (第2代コノート公爵)
アラステア・ウィンザー（英語: Alastair Windsor, 1914年8月9日 - 1943年4月26日）は、イギリス王室の一員。ヴィクトリア女王の曾孫にあたる。

## 生涯

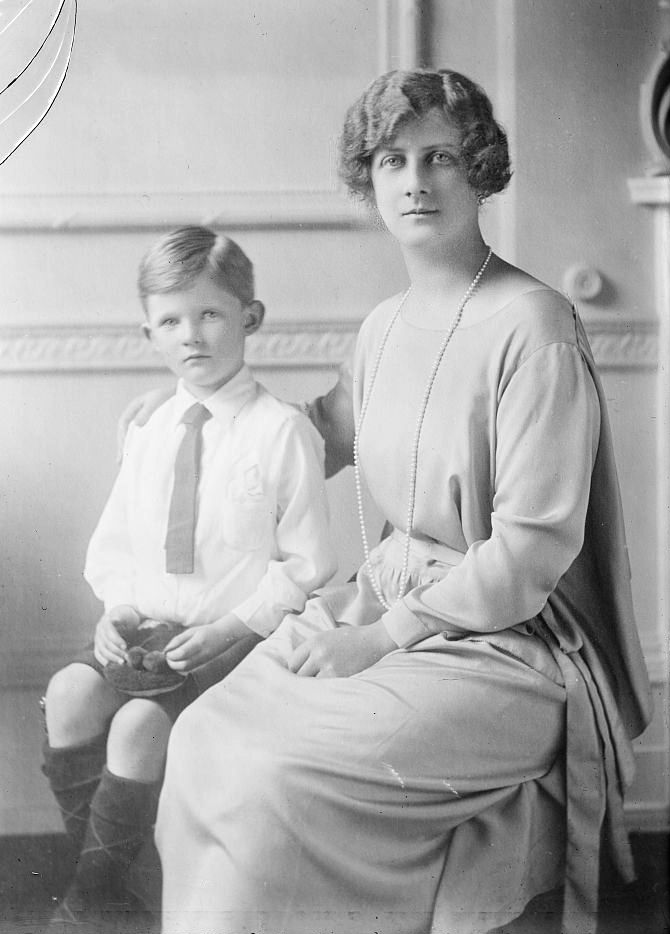
マクダフ伯爵アラステアと母アレクサンドラ王女

コノート公爵家の継嗣アーサー王子と、第2代ファイフ公爵夫人のアレクサンドラ王女の間の一人息子アラステア・オブ・コノート・アンド・ストラサーン（英語: Alastair of Connaught and Strathearn）として、両親の邸宅であるメイフェアのマウント・ストリート54番地の邸宅（現在のブラジル大使館）で生まれた。8月25日に洗礼式を行い、母方の大伯父ジョージ5世、スペイン国王アルフォンソ13世、母方の曾祖母アレクサンドラ王太后、父方の祖父であるコノート及びストラサーン公爵アーサー王子、父方の大叔母アーガイル公爵夫人ルイーズ、従姉メアリー王女が代父母を務めた。
アラステアが生まれたときは第一次世界大戦が始まっており、国王ジョージ5世はイギリス国民の反独感情を考慮して王家の家名をサクス＝コバーグ＝ゴータ家からウィンザー家に改名し、王家の人々の持つドイツ由来の称号を全て放棄させた。これと並行して、ジョージ5世は1917年11月20日付の開封勅許状において、「グレートブリテン及びアイルランド王子・王女」の称号ならびに「王家の殿下（Royal Highness）」の敬称は、イギリス国王の男系の孫、およびプリンス・オブ・ウェールズの嫡孫に限ることを定めた。生まれながらに「グレートブリテン及びアイルランド王子」の称号と「Highness」の敬称を有していたアラステアは、この規定によりそれらの称号・敬称を失った。以降は母方のファイフ公爵家の推定相続人としてマクダフ伯爵（Earl of Macduff）の儀礼称号で呼ばれた。
アラステアはブライアンストン校およびサンドハースト王立陸軍士官学校で学び、1935年に陸軍第2竜騎兵連隊（現在のロイヤル・スコッツ・グレイズ）所属の少尉に任官した。同連隊はアラステアの父アーサー王子を名誉連隊長としており、1936年にはエジプトに駐屯した。1939年、アラステアはカナダ総督を務めるアスローン伯爵アレグザンダーの副官に任じられ、オタワに移った。
1942年に祖父のコノート公爵アーサー王子が死去すると、その爵位を継承して第2代コノートおよびストラサーン公爵（英語: 2nd Duke of Connaught and Strathearn）となった。しかし翌1943年、オタワで死去した。表向きは「任務中に死亡」とされたが、2006年に公表された国王ジョージ6世の個人秘書アラン・ラッセルズの日記によれば、所属連隊やアスローン伯爵から無能とされて煙たがられていたアラステアは、やけ酒に走ったうえ一晩中低体温症に苦しみ、窓から転落死したという。

第2代コノートおよびストラサーン公爵アラステアの紋章

| 爵位・家督    | 爵位・家督                                     | 爵位・家督 |
| ------------- | ---------------------------------------------- | ---------- |
| 先代 アーサー | コノートおよびストラサーン公爵 1942年 - 1943年 | 断絶       |